# Ngami-tó
A Ngami-tó a botswanai Kalahári-sivatagban fekvő lefolyástalan tó. A tavat időszakosan tölti fel az Okavango-folyó kifolyása, a Taughe-folyó, mely az Okavango-delta nyugati szélén ered. A tó az ősi Makgadikgadi-tó töredezett maradványainak egyike. Bár a tó 1890-től kezdve drámai mértékben kezdett zsugorodni, fontos élőhelye maradt a madár- és vadvilágnak, különösen a csapadékosabb években.
A tavat számos híres személy látogatta meg a 19. és a 20. században.   1849-ben David Livingstone úgy írta le, mint „ragyogó, mintegy 80 mérföld (130 km) hosszúságú és 20 mérföld (30 km) szélességű tó”. Livingstone az itt élő emberekről, azok kultúrájáról is írt; megfigyelte, hogy nekik is van egy, a Bábel tornyáéhoz hasonló legendájuk. Charles John Andersson, a Lake Ngami; or, Explorations and Discoveries during Four Years' Wanderings in the Wilds of Southwestern Africa című könyv írója az 1850-es években járt a környéken. Frederick Lugard brit expedíciót vezetett a tóhoz 1896-ban. Arnold Weinholt Hodson 1906-ban járt erre Serowéból a Viktória-vízesés felé vezető  útján.

## Fordítás
- Ez a szócikk részben vagy egészben  a   Lake Ngami című angol Wikipédia-szócikk ezen változatának fordításán alapul.  Az eredeti cikk szerkesztőit annak laptörténete sorolja fel. Ez a jelzés csupán a megfogalmazás eredetét és a szerzői jogokat jelzi, nem szolgál a cikkben szereplő információk forrásmegjelöléseként.